# Antoine Rivoire
'Antoine Rivoire' est un cultivar de rosier triploïde hybride de thé obtenu par le rosiériste lyonnais Joseph Pernet-Ducher en 1895. Il doit son nom au pépiniériste et marchand grainier lyonnais Antoine Rivoire (1857-1932). Cette variété est encore très présente dans les catalogues du Royaume-Uni où elle n'a jamais cessé d'être prisée. Elle ne doit pas être confondue avec l'hybride remontant du même nom, obtenu en 1889 par un autre rosiériste lyonnais, Liabaud.

## Description
Ce buisson érigé jusqu'à 90 cm (voire 120 cm) présente de grandes fleurs solitaires aux pétales (26-40) rose pâle dont le revers est plus prononcé. Elles sont de forme parfaite d'hybride de thé et légèrement parfumées. La floraison est remontante. La délicatesse de son coloris et de sa forme est toujours plébiscitée, en particulier au Royaume-Uni.
Sa zone de rusticité est de 6b à plus doux. Il a besoin d'être traité préventivement contre la maladie des taches noires.
Il est issu d'un croisement 'Docteur Grill' x 'Lady Mary Fitzwilliam',.

## Descendance
Par croisement avec 'Souvenir de Victor Hugo' (Bonnaire 1884), il a donné naissance à l'hybride de thé 'Madame Segond-Weber' (Soupert & Notting 1907). Par croisement avec 'Perle d'Or' (Rambaux 1875), il a donné naissance à 'Toresky' (Padrosa 1931).